# Neoholmgrenia
Neoholmgrenia je rod jednogodišnjeg raslinja iz porodice vrbolikovki (Onagraceae). Pripada mu dvije vrste na zapadu SAD-a i Kanade (Britanska Kolumbija, Alberta).
Ime roda dano je u čast američke botaničarke Patricije Kern Holmgren.

## Vrste
1. Neoholmgrenia andina (Nutt.) W.L.Wagner & Hoch, Alberta, Britanska Kolumbija, Kalifornija, Colorado, Idaho, Montana, Nevada, Oregon, Utah, Washington, Wyoming.
2. Neoholmgrenia hilgardii (Greene) W.L.Wagner & Hoch, Washington, Oregon.